# 麦若达赫·巴拉丹二世
马尔杜克·阿普拉·伊底那（阿卡德语：𒀭𒋙 𒀀 𒋧𒈾，？—前702年），通常翻译为麦若达赫·巴拉丹二世（英語：Merodach-Baladan II），巴比伦国王（公元前721年—公元前710年在位）。
初为迦勒底人首领，在埃兰的支持下成为巴比伦国王。亚述国王萨尔贡二世曾将其两次击败，并使他逃亡埃兰。约7年之后，他在埃兰与巴比伦尼亚的阿拉米亚支持下，再次成为巴比伦国王。但不久又被亚述国王辛那赫里布打败并再次流亡。约3年后，他又一次发动反抗亚述的战争并在失败后乘船逃离，随身还带着神像，最终他于放逐中死去。
他的形象被刻于一块边界石上。同时他也因为使犹太国王加入他的反亚述阵营而在《圣经·以赛亚书·39》中得到记载。